# Moho (släkte)
Moho är ett släkte i den hawaiianska familjen ooer inom ordningen tättingar.
Ooerna (Mohoidae) är en nyupprättad familj av utdöda honungsfågelliknande fåglar som levde på Hawaii. De var skogslevande, små till halvstora, tättingar där de flesta hade en lång böjd näbb som var väl anpassad för att få tag på huvudfödan som utgörs av pollen och nektar. Fram till 2008 betraktades de som en del av familjen honungsfåglar, men DNA-studier visade att de inte var närmare släkt trots den utpräglade likheten, och detta tolkas istället som ett långtgående exempel på konvergent evolution. Trots att de påminner om andra tättingar som lever av nektar, som solfåglar, blomsterpickare och framförallt honungsfåglar, så ingår de i en liten grupp med de små familjerna sidensvansar, hypokolier, palmtrastar och silkesflugsnappare. Familjen omfattade två släkten, båda utdöda.
Släktet omfattar fyra arter, alla utdöda, med följande tidigare utredning:
- Oahu-oo (Moho apicalis) Gould, 1860 – Oahu
- Maui-oo (Moho bishopi) Rothschild, 1893 – Molokai
- Kauai-oo (Moho braccatus) Cassin, 1855 – Kauai
- Hawaii-oo (Moho nobilis) Merrem, 1786 – Hawaii (ö)